# Канабис у Босни и Херцеговини
Канабис у Босни и Херцеговини је илегалан.

## Анкета
У 2016. години, студија на факултетима универзитета у Мостару утврдила је да 92% студената подржава легализацију канабиса у медицинске сврхе.

## Могућа легализација медицинског канабиса
У 2016. године, најављено је да је Министарство цивилних послова формирало радну групу за проучавање легализације канабиса и канабиноида у медицинске сврхе.

## Гајење
Након 1992-1995 рата. Босна је постала један од највећих произвођача канабиса. Производ се пласира кроз Словенију и Хрватску, јер су тамо повољније цене.